# Vive le roi (film, 1926)
Pour les articles homonymes, voir Vive le roi.

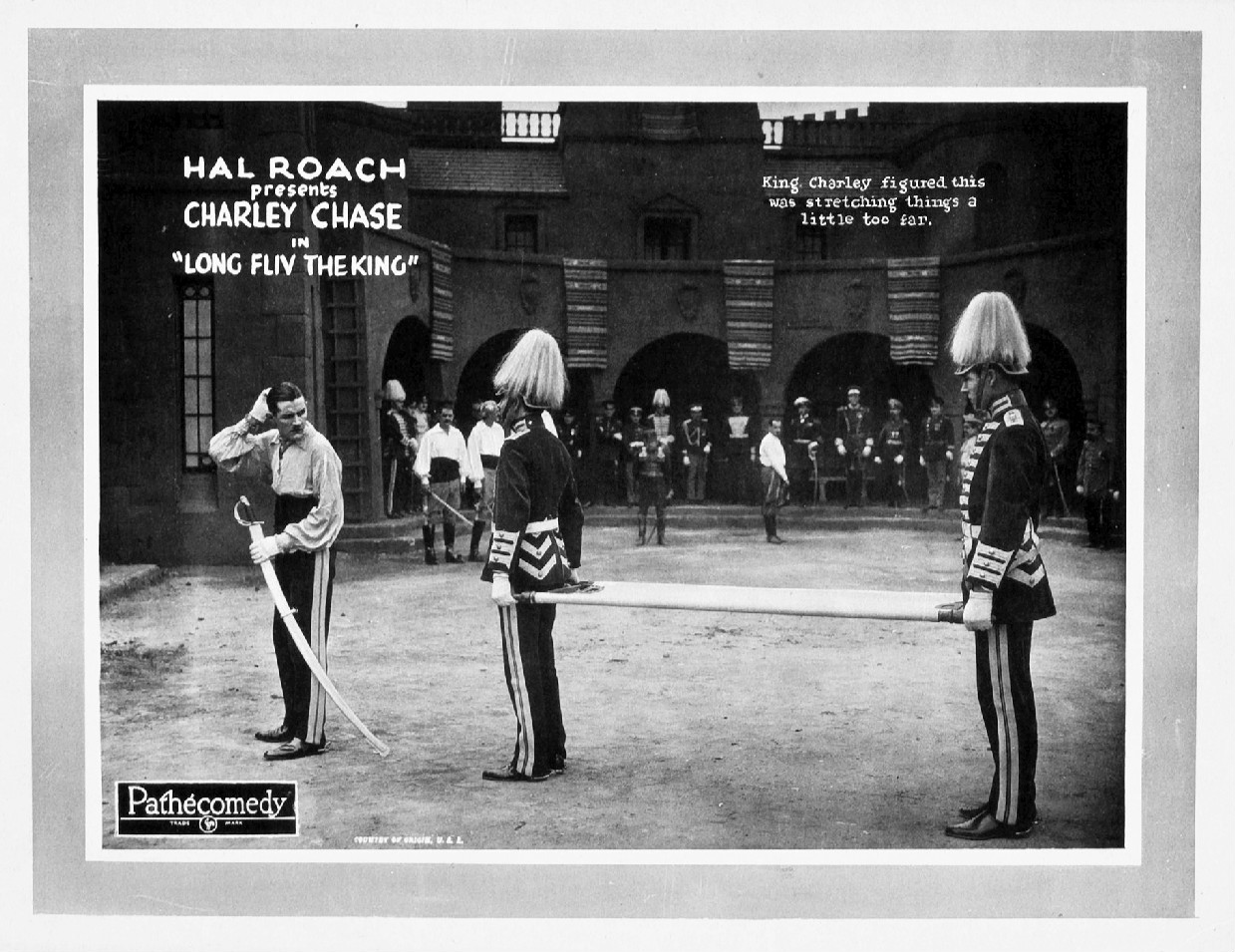
Carte promotionnelle pour le film Vive le roi, 1926.

Vive le roi (Long Fliv the King) est un court-métrage américain de Leo McCarey, sorti en 1926.

## Synopsis
À la suite d'un concours de circonstances, un jeune homme devient accidentellement le roi d'un petit pays...

## Fiche technique
- Titre original : Long Fliv the King
- Titre français : Vive le roi
- Réalisation : Leo McCarey
- Assistant réalisation : H.W. Scott
- Scénario : Charles Alphin et H. M. Walker
- Photographie : Floyd Jackman
- Montage : Richard C. Currier
- Producteur : Hal Roach
- Société de production : Hal Roach Studios
- Société de distribution : Pathé Exchange
- Pays d’origine :  États-Unis
- Langue : Anglais
- Format : 1.33 : 1, 35mm, noir et blanc
- Durée : 22-25 minutes
- Genre : comédie
- Date de sortie : 
  -  États-Unis : 13 juin 1926

## Distribution
- Charley Chase : Charles Chase
- Martha Sleeper : Princesse Helga de Thermosa
- Max Davidson : Warfield
- Oliver Hardy : L'assistant du premier ministre
- Fred Malatesta : Hamir de Uvocado, Premier Ministre
- Lon Poff
- John Aasen : Épéiste géant (non-crédité)
- Helen Gilmore : Dame d'honneur d'Helga (non-créditée)